# 世にも奇妙な物語 秋の特別編 (2008年)
『世にも奇妙な物語 秋の特別編』（よにもきみょうなものがたり あきのとくべつへん）は、2008年9月23日（火・祝）21:00 - 23:18にフジテレビ系列で放映された「世にも奇妙な物語」シリーズの一つ。ストーリーテラーはタモリ。視聴率は13.6%。

## ボディレンタル
生きることに疲れ、自殺しようとした篠塚香織。インターネットで「自殺手伝います」の言葉を見つけ連絡を取ると、病気で体を動かせない資産家の老女・遠藤に「どうせ死ぬならその前に身体を貸してほしい」と頼まれる。契約を交わし、とあるコンピュータ会社に入社する。OSのソフト開発をしているその会社で「死ぬ前にどうしてもやらなければならないことがある」と言う遠藤。完成目前だというのに取っても取ってもバグが発生してしまう事態に見舞われ、香織は「おばあさんが関係しているのでは……」と疑問を抱くようになる。
キャスト
- 篠塚香織：内田有紀
- 老女・遠藤容子：吉行和子
- 榊原：水橋研二
- 上野：今井朋彦
- 田中：菅原永二
- チーフ：ナカヤマダイゴロー
- 医師：雑賀克郎
- ヤンキー：一ノ瀬将太、有川良太
- 中学生：勝又恭兵

スタッフ
- 演出：植田泰史
- 脚本：金杉弘子
- 原作：戸田誠二『ボディレンタル』（小学館）

## どつきどつかれて生きるのさ
ボケとツッコミを何よりの文化とする独立国家大阪。ここでは、今後の人生を連れ添うコンビを結成したら役所に「結成届」を届けねばならない。とある会社員中村清志は、生涯の伴侶と思っていた相方に二股をかけられ、コンビを解消されたショックで、他人のボケにうまくつっこみができなくなっていた。そんなある日、上司に連れられて訪れた「ボケクラブ」。そこで中村は西本というボケに接客され、久しぶりに気持ちのよいつっこみができ、西本こそが理想の相方だと確信する。
キャスト
- 中村清志：横山裕（関ジャニ∞）
- 西本康男：山崎樹範：ボケクラブの従業員。
- 山下：佐藤二朗：IT企業の社長。西本をよく指名する。
- 首相：坂田利夫：大阪国の首相。
- 西本の父親：西川のりお
- 渡辺：井之上チャル
- 部長：国木田かっぱ
- 女性社員：島田珠代
- 神父：稲健二
- 西本の母親：林英世
- 太った男：伊藤えん魔
- 山下の父親：水上保広
- 川崎：諏訪雅
- ウエイトレス：小塚舞子

スタッフ
- 演出：佐藤源太
- 脚本：浜田秀哉
- 原作：うめざわしゅん『どつきどつかれて生きるのさ』（『ユートピアズ』所収 / 小学館）

## 死後婚
実家に帰った羽馬ひよりは、喪服に着替えた両親と亡き姉宛のお見合い写真を目の当たりにする。結婚前に亡くなった人同士があの世で幸せになれるようにと遺族の依頼でお見合いをする死後婚というものがあることを聞かされる。見合い会場のホテルへ行き、見合いは恙無く進んだように思われたが、部屋を退去する時に姉の見合い相手と目が合ってしまったひより。その後、見合いは破談となってしまうが、その理由が「相手がひよりの方を好きになってしまった」というものだった。それ以来、ひよりの周りで奇怪な出来事が起こるようになる。
キャスト
- 羽馬ひより：深田恭子
- 羽馬亜希子：高橋ひとみ：ひよりの母。
- 羽鳥康夫：国枝量平：ひよりの父。
- 陰田みつ：神保共子：死後婚を執り行う霊媒師。
- 鈴原霧斗：須賀貴匡：ひよりの恋人。
- 江田島：江良潤：刑事。
- 禰津栄津子：朝加真由美：姉の見合い相手の母親。
- 鈴原葉子：比企理恵：霧斗の母（声のみ）。
- 禰津礼治：与古田康夫：姉の見合い相手。
- 羽馬さゆり：平良千春：ひよりの姉。
- 秋川：土田卓

スタッフ
- 演出：高丸雅隆
- 脚本：中村樹基

## 行列のできる刑事
物心付いた時には既になぜか行列ができていた。人は彼を見ると後ろに並ばずにいられなくなる。「行列のできる刑事」鈴木正継。時には仕事にも支障を来たす彼の行列。そして、自称「並ばないと決めたら並ばない意志の強い男」、彼の相棒・角倉。振り込め詐欺犯の逮捕に向け、張り込み捜査を続ける2人。獲り逃した犯人を追う鈴木、その後ろにはもちろん行列が。遂に角倉と挟み撃ちにされた犯人は、鈴木に向かって走り出すが……。
キャスト
- 鈴木正継：平岡祐太
- 角倉雄二郎：遠藤憲一
- ディレクター：眞島秀和
- 久保田先生：橋本じゅん
- 瀬野千夏：内田慈
- 天野透：安井順平
- 天野幸恵：吉村実子
- 自転車の男：田中要次
- 三好亜希子：高山都
- お婆ちゃん：池田美穂子

スタッフ
- 原作・演出・脚本：小泉徳宏
- プロデュース：山際新平

## 推理タクシー
ある夜、タクシーに乗り込んだ村西トム。運転手は村西を見て、「テレビに出ているイケメンマジシャンじゃないのか」と問いかける。否定する村西だが、話は過去に起こった女性キャスターの変死事件へと変わっていく。週刊誌から得た情報、実は彼女を乗せたことがあるなどという運転手は、次第に自分の推理を繰り広げていく……。
キャスト
- 村西トム：谷原章介：人気のイケメンマジシャン。
- 運転手：佐野史郎：トムが乗ったタクシーのドライバー。やたらと饒舌なミステリーマニア。
- 鳥飼久美：霧島れいか：変死した女性キャスター。
- 中尾憲一郎：長棟嘉道
- 中尾明子：藤本蜜
- 綿貫ジュリー：しんざまなぶ
- アナウンサー：柴田正和

スタッフ
- 演出：土方政人
- 脚本：古家和尚
- 原作：今邑彩『家に着くまで』（よもつひらさか』所集 / 集英社文庫）